# Kantorowice
Kantorowice [pronunciación en polaco: /kantɔrɔˈvit͡sɛ/] (en alemán: Kantersdorf) es un pueblo en el distrito administrativo de Gmina Lewin Brzeski, dentro del Distrito de Brzeg, Voivodato de Opole, en el suroeste de Polonia. Se encuentra a unos 2 kilómetros oeste de Lewin Brzeski, 16 kilómetros al sureste de Brzeg, y 26 kilómetros al oeste de la capital regional, Opole.